# Vevay
Vevay é uma cidade no estado americano de Indiana, no Condado de Switzerland.

## Demografia
Segundo o censo americano de 2020, a sua população era de 1741 habitantes.

## Geografia
De acordo com o United States Census Bureau tem uma área de
3,9 km², dos quais 3,8 km² cobertos por terra e 0,1 km² cobertos por água.
Sua localização é muito interessante pois está situado aproximadamente entre 3 Estados: Indiana, Kentucky e Ohio.

## Localidades na vizinhança
O diagrama seguinte representa as localidades num raio de 16 km ao redor de Vevay.